# Dschamantoo
Der Dschamantoo (kirgisisch Жаман-Тоо; russisch Джамантау) ist ein Gebirgszug des Inneren Tienschan in Kirgisistan.
Der 70 km lange Gebirgszug liegt nordwestlich des Tschatyrköl-Sees. Entlang der Südflanke fließt die Arpa, Quellfluss der Alabuga. Im Südwesten grenzt der Dschamantoo an den Südteil des Ferghanagebirges. Im Karamoinok, der höchsten Erhebung, erreicht der Dschamantoo eine Höhe von 4121 m. Das Gebirge besteht hauptsächlich aus Sediment- und metamorphem Gestein. Der Dschamantoo fällt nach Süden zum Flusstal der Arpa steil ab. Die nördlichen Hänge weisen dagegen ein geringes Gefälle auf. Das Gebirge ist von spärlicher Steppenvegetation geprägt.